# 島弧
島弧（英語：Island arc）是位於大陸附近，向海洋凸出成圓弧狀的列島。它們常排列成花綵狀，故可合稱為花綵列島。島弧的形成是海洋板塊沉入另一個鄰近板塊時，海洋板塊之地殼被熔解，形成熔岩並上升，岩漿噴出形成與板塊平行的廣闊火山群島。當海洋板塊俯衝到另一海洋板塊時，俯衝面形成海溝，而島弧的另一面則形成海盆。島弧主要分布在太平洋邊緣，是全球火山與地震最活躍的地帶之一。

兩個板塊碰撞產生島弧的過程

## 例子
- 馬里亞納群島
- 小安地列斯群島
- 東亞島弧
- 巽他群島